# 齒葉苦蕒菜
齒葉苦蕒菜（學名：Ixeridium dentatum），又名葉兔仔菜、小苦蕒或黄瓜菜，是菊科一個東亞特有的多年生植物。

## 分佈及棲息地
本物種分佈於南韓、日本至中國大陸各地、金門縣及俄羅斯的俄羅斯遠東地區的溫帶及亞熱帶地區，常見於路傍、田間或山野，並且通過環境顯示多態性。

## 型態描述
高約40到70 cm，茎頂部有分枝，會產生一種白色的苦味汁液。
根葉有長柄，茎葉環抱茎的基部，下部細長。
開花期在5月至7月，會開5到7個黃色的5片舌状花。雄蕊合併成管狀，並且具有兩端的雄蕊。

## 變種
- タカネニガナ Ixeris dentata var. alpicola
- クモマニガナ Ixeris dentata var. kimurana
- シロバナニガナ Ixeris dentata var. albiflora
- ハナニガナ（オオバナニガナ）Ixeris dentata var. amplifolia

## 圖庫
- クモマニガナ（穗高岳）
- ニガナ（兵库县 2012年5月13日）
- ハナニガナ（兵库县 2012年5月13日）